# 타락천사 (1995년 영화)
《타락천사》(중국어 정체자: 墮落天使, 광둥어: do6 lok6 tin1 si3 더럭틴씨)는 왕가위 감독의 1995년 영화로 여명, 가네시로 다케시, 이가흔이 주연을 맡았다. 홍콩의 어두운 밤거리를 배경으로 일상에서 낙오된 루저들의 서글픈 삶을 왕가위 감독 특유의 영상미로 표현해내었다.

## 줄거리
기억상실증에 걸린 황지명(여명 분)은 청부살인업자이다. 고독한 킬러로 사적인 감정을 억제하려하지만 동업자인 가흔(이가흔 분)이 감정을 느끼자 동업을 끝내려고 한다. 다섯 살때 유통기한이 지난 파인애플 통조림을 먹고 말을 잃게 된 하지무(카네시로 타케시 분)는 하나뿐인 가족인 아버지를 모시고 뚜렷한 직업도 없이 지낸다. 그가 남의 가게에 숨어들어가서 몰래 장사를 하다 실연당한 여인 챨리(양채니 분)를 만나 사랑의 감정을 느낀다.

## 영화 정보
- 현재까지는 왕가위 감독 작품 가운데 여명이 유일하게 출연한 작품이다.

## 수상 정보
- 제32회 대만 금마장영화상 편집상(장숙평,황명림), 미술디자인상(장숙평) 수상
- 제15회 홍콩전영금상장 여우조연상(막문위), 촬영상(두가풍), 음악상 수상

## 출연진
- 여명 - 황지명
- 카네시로 타케시 - 하지무
- 이가흔 - 가흔
- 양채니 - 찰리
- 막문위 - 베이비

## 한국판 성우진(KBS)
- 구자형 - 황지명(여명)
- 김준 - 하지무(카네시로 타케시)
- 정미숙 - 가흔(리자신)
- 이선 - 찰리(양채니)
- 배정미 - 베이비(막문위)
- 장승길 - 하지무의 아버지(진만뢰)
- 유동현 - 정육점 남자(장지평)
- 최병상 - 아이스크림 먹는 남자(진휘홍)
- 홍승섭 - 일본인 남자(토루 사이토)
- 김소형 - 황지명의 친구(강도해)
- 성완경 - 가게 남자(오욱호)

## 같이 보기
- 홍콩 영화